# Moquegua (região)
Moquegua é uma das 25 regiões do Peru, sua capital é a cidade de Moquegua.

## Províncias (capital)
1. General Sánchez Cerro (Omate)
2. Ilo (Ilo)
3. Mariscal Nieto (Moquegua)